# Hydropsyche bujnurdica
Hydropsyche bujnurdica är en nattsländeart som beskrevs av Lazar Botosaneanu 1998. Hydropsyche bujnurdica ingår i släktet Hydropsyche och familjen ryssjenattsländor. Inga underarter finns listade i Catalogue of Life.